# Steinreich
Steinreich – miejscowość i gmina w Niemczech w kraju związkowym Brandenburgia, w powiecie Dahme-Spreewald, wchodzi w skład urzędu Unterspreewald. Do 31 grudnia 2012 wchodziła w skład urzędu Golßener Land.